# Boynton Beach (Florida)
Boynton Beach város az USA Florida államában, Palm Beach megyében. Lakosainak száma 80 380 fő (2020. április 1.).

## Népesség
A település népességének változása:

| 2010 | 68 217 |
| 2020 | 80 380 |